# SAW филтри
SAW филтри (Surface Acoustic Wave) су елементи код којих се електрични сигнал претвара у акустички талас, да би се након извесног времена поново претворио у електрични сигнал. Амплитудска карактеристика ових елемената је типа филтра пропусника опсега учестаности, па се ови елементи често називају филтрима.

## Примена
РАТ филтри се користе у војним и уређајима широке потрошње (ТВ, бежични и мобилни телефони, алармни системи), GPS системи, дигиталној кабловској телевизији, радарским системима, сателитским телекомуникацијама.
Брзина простирања површинских таласа је реда величине 103  и они спадају у најспорије таласе у чврстим телима. Вредност амплитуде ових таласа је реда nm, а таласна дужина је λ=1-100 µm.
PAT филтри раде на фреквенцији од 10 MHz-3GHz (11GHz).
Сва енергија таласа (95%) је везана за површински слој материјала дебљине до једне таласне дужине. За израду PAT филтара се користе пиезоелектрични материјали- обично кварц (SiO2).

Код пиезоелектричних PAT елемената се примењује променљиво електрично поље да би се произвео механички талас који се простире кроз подлогу, а затим поново преводи у електрични сигнал који се региструје.
- saw филтар

### Принцип рада
Типичан PAT филтар садржи један или више претварача електричне у механичку енергију и обрнуто. Претварачи се израђују у виду два низа металних електрода у облику чешља чији су зупци-електроде међусобно увучени једни у друге. Ширина електрода је реда неколико µm. Растојање између две електроде је константно и износи λ површинског акустичног таласа.
- металне електроде у облику чешља

На претварачу се директном везом или преко антене формира електрични сигнал.

Тај сигнал производи механички талас у пиезоелектричној подлози, који се од претварача простире на обе стране, наилази на низ металних трака и од њих се одбија. Ако улазни електрични сигнал садржи напон сопствене фреквенције исте као и PAT елемент, на простору између претварача и металних трака (чине резонатор) се формира стојећи талас. Сопствена фреквенција зависи од геометрије претварача и брзине простирања. Брзина простирања зависи од врсте пиезоелектричне подлоге, начина израде и амбијента у коме се налази филтар.
- принцип рада saw филтра